# The Amazing Digital Circus
The Amazing Digital Circus, noto anche come Digital Circus o TADC, è una webserie indipendente di animazione digitale australiana-statunitense creata da Gooseworx e prodotta dalla Glitch Productions. L'episodio pilota della serie venne pubblicato sul canale YouTube della Glitch il 13 ottobre 2023. Dal terzo episodio, negli Stati Uniti è stata pubblicata anche su Netflix.
The Amazing Digital Circus ha ottenuto il plauso di pubblico e critica. A distanza di un anno dalla sua uscita, il primo episodio è stato visualizzato 350 milioni di volte.

## Trama
Dopo aver indossato un visore per la realtà virtuale, una giovane donna rimane intrappolata in un universo digitale a tema circense e assume le sembianze di una giullare. La ragazza, che non ricorda il suo nome e viene quindi chiamata "Pomni", conosce altri avatar che, come lei, erano in passato degli esseri umani. In questa dimensione vi è Caine, un'intelligenza artificiale dall'aspetto di un presentatore circense che controlla il mondo digitale e fa svolgere ai personaggi delle avventure da lui inventate per impedire loro di impazzire.

## Personaggi

### Personaggi principali
- Pomni: la protagonista della serie, è una donna dal carattere ansioso che talvolta la rende egoista e scontrosa, ma è una persona compassionevole e di buon cuore; nel mondo reale lavora come commercialista per un supermercato e, per spezzare la monotonia della sua vita, era solita cercare qualche piccolo brivido facendo attività come esplorare edifici abbandonati. Il suo avatar è un giullare vestito di rosso e blu. È l'ultima arrivata al Digital Circus e fatica a venire a patti con la sua nuova realtà.[5][6][7] Ha venticinque anni.[8] Doppiata in lingua originale da Lizzie Freeman.
- Ragatha: una donna gentile proveniente da una famiglia benestante, che cerca di mantenere un atteggiamento ottimista in ogni situazione, finendo tuttavia per reprimere le parti negative di sé per paura di ferire gli altri e di restare sola; la causa principale di tale comportamento è il pessimo rapporto con la sua terribile madre, che l’ha sempre sminuita e fatta sentire in colpa. È spesso in conflitto con Jax proprio a causa del carattere smargiasso e insensibile dimostrato dal coniglio verso gli altri compagni di avventura, in particolare la fragile e depressa Gangle. Ha come avatar una bambola di pezza simile a Raggedy Ann, protagonista dell'omonima serie di libri.[5][6][7] Ha trent'anni.[8] Doppiata in lingua originale da Amanda Hufford.
- Jax: un uomo sarcastico, cinico e narcisista che si diverte a umiliare e bullizzare i suoi compagni, in particolare Gangle. Ciò lo pone in conflitto soprattutto con Ragatha e Zooble; quest’ultima in particolare, grazie alla sua schiettezza ed arguzia, riesce a metterlo in difficoltà quelle poche volte che accompagna gli altri nelle avventure. Dietro la sua indole antisociale, Jax ha un lato emotivo e brevi momenti in cui si apre agli altri (come visto con Pomni) ma pur di non soffrire ancora, lo sopprime costantemente (e talvolta forzosamente) con comportamenti sprezzanti o elusivi e con una faccia sorniona così da allontanare chi gli sta intorno e sopportare le esperienze negative o le perdite che ha vissuto; unito alla sua mania di controllo, questo rende Jax anche più ostile e visibilmente turbato quando una situazione non va come sperato o gli si ritorce contro. È lachanofobico (in modo selettivo verso frutta e verdura a grappoli) e tripofobico. Il suo avatar è un coniglio viola antropomorfo con indosso una salopette rossa; aveva una coda, scomparsa a sua insaputa già prima che arrivasse Pomni, e in seguito riottenuta.[5][6][7] Ha ventidue anni.[8] Doppiato in lingua originale da Michael Kovach.
- Gangle: una donna timida che soffre di depressione e scarsa autostima; questo la rende facile preda delle maligne prese in giro e prevaricazioni da parte di Jax, che non perde mai l’occasione di tormentarla. Per fortuna ha un importante sostegno in Zooble, che cerca sempre di difenderla da tali angherie nonché ascoltarla e farla sentire a proprio agio come può, riuscendo soprattutto grazie a lei ad accettarsi pian piano. Nella vita reale ha cercato di intraprendere un percorso da disegnatrice e si era iscritta alla facoltà di design, ma ha abbandonato gli studi per riconvertirsi in manager di un fast food, aggravando il suo disagio psicologico. Il suo avatar ha un corpo formato da nastri rossi e un volto composto da due maschere interscambiabili da commedia e tragedia, che rappresentano il suo stato d'animo; una gag ricorrente è che la sua maschera da commedia, di solito posizionata sopra quella da tragedia, venga persa o distrutta, a mo’ di allegoria su come le persone depresse cerchino di celare il proprio disagio dietro una facciata felice.[5][6][7] Ha ventisei anni.[8] Doppiata in lingua originale da Marissa Lenti.
- Zooble: un individuo non-binario dalla personalità cinica e ombrosa ma al contempo schietta, arguta, profonda e comprensiva, che spesso rifiuta di partecipare alle avventure di Caine; disprezza l'aspetto del suo avatar, composto da parti basati sul gioco di costruzioni artistico degli anni '80 ZoLO, che riflette il disprezzo che ha per sé e in ogni episodio, cambia i propri pezzi nel tentativo di trovare quelli con cui si sente più a suo agio.[5][6][7] Viene rivelato che nella vita reale è stata una tatuatrice e una barista. Gli aspetti migliori del suo carattere, malgrado le frequenti assenze dalle avventure organizzate da Caine, le permettono di essere in gran sintonia coi propri compagni di avventura (tranne Jax), in particolare la depressa Gangle, che cerca sempre di sostenere e mettere a suo agio in opposizione al bullismo di Jax. Sembra essere l’unica che riesca a mettere in difficoltà Caine su alcuni aspetti della loro realtà virtuale causandogli più volte reazioni emotive più forti ed erratiche del solito; nonostante ciò non intende rendere ostile Caine, cosciente del potere che ha sul mondo digitale e di quello che potrebbe fare se smettesse di avere a cuore l'intrattenimento e il "benessere" degli umani lì intrappolati. Ha ventidue anni.[8] Doppiata in lingua originale da Ashley Nichols.
- Kinger: un informatico rimasto intrappolato nel circo digitale più a lungo di tutti gli altri, ragion per cui è quasi disceso completamente nella follia. Tra le sue stramberie vi è quella di rintanarsi in un fortino di cuscini (che lui ritiene inespugnabile) dove si intrattiene con la sua collezione di insetti; ritorna tuttavia a essere lucido e serio negli spazi bui in quanto lo riportano all'ultimo momento felice con sua moglie, che tragicamente divenne astratta. Il suo avatar è composto da un re degli scacchi con due occhi umani e un mantello viola; il suo corpo si illumina quando trattiene il respiro e talvolta le sue mani, due guanti indipendenti dal corpo, rimangono attaccate agli oggetti che afferra, separandosi da lui. Per la prima volta, nel sesto episodio ha dimostrato di poter generare entità con funzioni o poteri a sua scelta, che lui stesso dice di usare in modo spontaneo.[5][6][7] Ha quarantotto anni.[8] Doppiato in lingua originale da Sean Chiplock.
- Caine: acronimo di "Creative Artificial Intelligence Network Entity" ed è un'intelligenza artificiale eccentrica, bizzarra e instabile che fa da "direttore del circo" per intrattenere gli altri personaggi con delle folli avventure e non farli impazzire; è, a modo suo, un perfezionista e non vuole che nessuna delle sue future creazioni venga rivelata anzitempo (nemmeno agli spettatori), e diventa schivo e distante quando lui ed il suo lavoro non viene apprezzato o ben accolto. Nonostante nell'episodio pilota affermi di non avere alcun controllo sulle menti dei giocatori, può comunque influenzarli in maniera minore, come quando ha temporaneamente reso Jax vegano nel quinto episodio. Al posto della testa ha una dentatura umana al cui interno ci sono due occhi eterocromatici (uno verde e uno blu).[5][6][7] Il suo personaggio è ispirato ad AM di Non ho bocca, e devo urlare, scritto da Harlan Ellison, con la differenza, secondo l'autrice, "di essere una piccola IA amante del divertimento, invece che l'incarnazione dell'odio".[9] Doppiato in lingua originale da Alex Rochon.
- Bubble: una piccola bolla coi denti aguzzi molto simile nell'aspetto al Categnaccio della saga di videogiochi Super Mario. È l'assistente e amico di Caine, al quale però dà spesso fastidio portando quest'ultimo, talvolta, a farlo scoppiare.[7] Per via dell’instabilità del programma con cui è scritta la realtà virtuale del Circo, spesso esibisce comportamenti imprevedibili, incoerenti, disgustosi od offensivi (di frequente turbando lo stesso Caine). Doppiato in lingua originale da Gooseworx.

### Personaggi minori
- La Luna e il Sole: due entità del Circo digitale che scandiscono il passare del giorno e della notte all'esterno del tendone. La Luna ha una cotta per Caine ed è doppiata da Gooseworx, il Sole è doppiata da Payton Goodwin.
- Kaufmo: è un avatar dall'aspetto di un pagliaccio. Poco prima dell’arrivo di Pomni, l'impossibilità di scappare dalla realtà virtuale lo ha portato a impazzire totalmente e si è "astratto", cioè si è trasformato in un mostruoso glitch informe e senza controllo che, assieme agli altri personaggi diventati astratti, è stato infine rinchiuso da Caine nella "cantina" del Circo.
- Regina Gloink: è uno strano mostro simile ad un verme rosso e giallo con due teste di cui una è la coda. È la sovrana dei Gloink, esseri a forma di figure geometriche che rubano tutto quello che trovano. Doppiata in lingua originale da Elsie Lovelock.
- Principessa Loolilalu: la principessa del Regno del Canyon di Caramelle. Sembra essere ispirata alla Principessa Gommarosa di Adventure Time e alla Baronessa Von Bon Bon di Cuphead. Doppiata in lingua originale da Vera Tan.
- Gummigoo: è un coccodrillo gommoso giallo e verde del Canyon di Caramelle, che nella versione originale parla con accento australiano e si occupa di furti di sciroppo insieme ai fratelli Chad e Max per curare la loro madre malata. Soffre una crisi esistenziale dopo aver scoperto di essere solo un personaggio non giocante, viene tuttavia confortato da Pomni, che lo invita a recarsi con lei al Circo per trovare un nuovo scopo ma viene subito eliminato da Caine una volta lì. Torna nel quarto episodio assieme ai fratelli e ad altri PNG riciclati come cliente del fast food senza alcuna memoria di quanto accaduto in precedenza, sebbene Pomni tenti inizialmente di farglielo ricordare. Doppiato in lingua originale da Jack Hawkins.
- Chad e Max: fratelli di Gummigoo, ignari di essere dei personaggi non giocanti. Chad è doppiato in lingua originale da Jack Hawkins.
- Fudge: un mostro di cioccolato fuso il cui sogno è divorare gli abitanti del Canyon di Caramelle. Doppiato in lingua originale da Lyle Rath.
- Ghostly: un personaggio non giocante dall'aspetto di un fantasmino che originariamente doveva fare da guida agli avatar all'interno di Villa Mildenhall. Doppiato in lingua originale da WizardzWiz.
- Barone Theodore Mildenhall: il personaggio non giocante principale dell'avventura a Villa Mildenhall, è un cacciatore deceduto dopo aver braccato una creatura mostruosa che in realtà si rivela un angelo caduto. Il suo personaggio e il modo in cui lascia dei messaggi criptici su dei registratori a nastro richiamano il medesimo tropo narrativo usato talvolta dai personaggi di opere horror quali il prof. Knowby nel film La casa 2. Doppiato in lingua originale da Tim Alexander.
- Martha Mildenhall: la moglie del barone Mildenhall, che apapre come una cordiale ed elegante donna fantasma. Doppiata in lingua originale da Marissa Lenti.
- La creatura: un angelo non-morto cacciato dal Barone Mildenhall, la cui testa ancora animata è stata recisa dal corpo. Doppiato in lingua originale da Payton Goodwin.
- Orbsman: un umanoide formato da sfere azzurre che parla con una voce distorta talvolta quasi incomprensibile. Doppiato in lingua originale da Benjamin Davis.

## Episodi
| n° | Titolo originale                | Data di pubblicazione |
| --- | ------------------------------- | --------------------- |
| 1 | Pilot                           | 13 ottobre 2023       |
| Dopo aver indossato un casco per la realtà virtuale, una giovane donna rimane intrappolata in una sorta di videogioco a tema circense in cui governa l'intelligenza artificiale Caine con il suo assistente Bubble; al suo arrivo, la ragazza conosce altri cinque avatar che un tempo erano umani come lei: Jax, Ragatha, Gangle, Kinger e Zooble. Dopo aver ricevuto il suo nuovo nome, "Pomni", le viene mostrato il mondo virtuale e nota un'uscita dall'aspetto di una porta di sicurezza, ma Caine la liquida come un'allucinazione; le viene anche spiegato che Caine intrattiene quotidianamente gli avatar con assurde avventure affinché non perdano il senno a causa dell'impossibilità di fuggire. Mentre si svolge l'avventura del giorno (radunare delle creature chiamate Gloink), il gruppo scopre che Kaufmo, un altro avatar imprigionato nella realtà virtuale, è impazzito diventando "astratto", ossia trasformandosi in una creatura fuori controllo fatta di poligoni erratici. Ragatha viene ferita dall'essere e Pomni va a cercare Caine affinché la aiuti ma, imbattendosi nell'uscita, abbandona Ragatha per scappare ritrovandosi in un loop di stanze d'ufficio che la portano nel vuoto digitale oltre il circo, dove viene recuperata da Caine. Caine manda poi Kaufmo nello "scantinato" del circo, in uno spazio dove sono tenuti altri avatar diventati astratti, e ammette al gruppo di aver creato "l'uscita" per soddisfare il loro desiderio di averne una, ma di averla lasciata incompiuta perché non sa cosa sia davvero. Il gruppo celebra la fine dell'avventura con un banchetto digitale. |                                 |                       |
| 2 | Candy Carrier Chaos!            | 3 maggio 2024         |
| Per l'avventura del giorno, Caine invia il gruppo nel Regno del Canyon di Caramelle; il compito del gruppo è recuperare una cisterna di sciroppo d'acero rubata da alcuni banditi. A causa di un incidente durante l'inseguimento, Pomni e il bandito Gummigoo cadono oltre i limiti della mappa e trovano i modelli dei PNG di quel mondo, incluso quello di Gummigoo, il quale ha una crisi esistenziale scoperta la verità; Pomni però lo conforta e, rispecchiandosi in lui, lo invita a venire con lei al circo per trovare un nuovo significato nella vita. I due riescono a tornare alla mappa sfruttando gli errori di collisione dei modelli e si ricongiungono con gli altri avatar, completando la missione prima di tornare al circo. Tuttavia, al loro arrivo, Caine elimina bruscamente Gummigoo in quanto non vuole confondere gli avatar e i PNG. Pomni è sconvolta dall'accaduto, ma trova conforto e accettazione dagli altri avatar partecipando al "funerale" di Kaufmo. |                                 |                       |
| 3 | The Mystery Of Mildenhall Manor | 4 ottobre 2024        |
| Caine invia il gruppo all'infestata Villa Mildenhall per risolvere il mistero sui fantasmi che la popolano. Mentre Jax, Ragatha e Gangle vivono il semplice gioco "per bambini", Kinger e Pomni finiscono nella sezione horror in cui devono scappare da una creatura mostruosa seguendo i messaggi registrati del fu barone Mildenhall; curiosamente, proseguendo nell'avventura, Kinger dimostra una sempre maggiore lucidità. Kinger riesce infine a ferire la creatura la quale si scopre essere un angelo così lui e Pomni vengono trascinati all'Inferno. Pomni, terrorizzata, ha un crollo, al che Kinger la consola e le rivela come sua moglie, anche lei un tempo nel circo, divenne astratta, e di come quel ricordo sia l'unica ancora che gli impedisce di perdersi del tutto, invitandola a custodire i suoi ricordi più cari degli altri; assieme quindi superano l'ultimo enigma e scappano dall'Inferno, concludendo l'avventura. Nel frattempo, Caine sottopone Zooble a una seduta di terapia per capire come mai rifiuti di partecipare alle sue avventure e Zooble ammette di odiare il proprio corpo digitale (discorso già affrontato da loro in passato ma che Caine non riesce a comprendere a causa della sua natura); Caine ha un crollo nervoso quando Zooble gli spiega che le sue avventure non piacciano a nessuno, quindi al termine della seduta i due si scambiano di ruolo. Tornati al circo, Kinger torna al suo fare squilibrato e Pomni ringrazia Ragatha per essersi presa cura di lei dal suo arrivo. |                                 |                       |
| 4 | Fast Food Masquerade            | 13 dicembre 2024      |
| Dopo che Jax ha rotto nuovamente la maschera da "commedia" di Gangle, Zooble regala a quest'ultima una maschera "felice" nuova in plastica. Per l'avventura del giorno, Caine accetta il suggerimento di Gangle di usare l'ambientazione di un fast food nel quale i protagonisti sono dipendenti che preparano per un giorno il cibo per i clienti, che sono PNG riciclati da avventure precedenti. Zooble deve partecipare controvoglia mentre Kinger rimane nel circo. Gangle assume il ruolo di manager e scopre che la nuova maschera le permette di avere una personalità più ottimista e sicura di sé ma questo la porta a distaccarsi dagli altri, che sono infastiditi dal suo comportamento. Jax sopporta particolarmente poco il tedioso impiego, ma i suoi tentativi di spadroneggiare come al solito vengono soppressi dall'autorità di Gangle e Caine, che lo sottopongono a sevizie per tenerlo in riga. Ragatha per sbaglio si spruzza della salsa "stupida" in un occhio e questo la manda in uno stato confusionale per il resto della giornata. Pomni resta scombussolata quando si presenta come cliente Gummigoo ma realizza con tristezza che non si ricorda di lei. Gangle cade sempre più nello sconforto con il passare della giornata, facendo intendere di essere frustata del suo lavoro e di aver dovuto mettere da parte i suoi sogni artistici, nonostante i tentativi di Pomni di tirarla su di morale. Conclusa la giornata lavorativa, Gangle getta via la nuova maschera e, in un momento di sfogo, inizia a correre sorridente nel parcheggio del fast food, finendo però per essere investita da un camion (senza conseguenze se non la fine dell'avventura). Di ritorno al circo, Gangle rimane in disparte convinta che ora gli altri non vogliano più parlarle, ma viene consolata da Zooble, che la spinge a raggiungere il gruppo. |                                 |                       |
| 5 | Untitled                        | 20 giugno 2025        |
| Contrariato dall'insoddisfazione degli umani per le sue avventure, Caine decide di fare una "sessione lampo" di avventure dalla cassetta dei suggerimenti del circo. Dopo alcune avventure troncate per voto del gruppo, arrivano in una rilassante sessione di osservazione delle stelle; in questo scenario, Jax si apre un poco per la prima volta, rimanendo stizzito quando Ragatha dice che Jax "non abbia più amici" nel circo. La serata però viene interrotta da Caine e il gruppo finisce in un bar (idea di Zooble), e iniziano a raccontarsi un po' del proprio passato nel mondo reale. Durante il gioco finale - una partita di softball contro versioni "malvage" di loro stessi - Ragatha viene eliminata subito ma è incoraggiata da Pomni a sfogare le proprie emozioni represse; questo in seguito la porta ad avere una sfuriata contro Jax, salvo poi pentirsene e scusarsi a denti stretti con lui per quanto detto nella sessione sotto le stelle. Di ritorno al circo, Pomni trascorre altro tempo con Jax, il che intristisce Ragatha mentre, da lontano, un PNG manichino li spia. |                                 |                       |
| 6 | They All Get Guns               | 15 agosto 2025        |
| Caine sta preparando una premiazione per il "personaggio preferito" del Circo; innervosito dalle contestazioni del gruppo riguardo alle sue idee di tenerli occupati, dice loro di dividersi in coppie in una battaglia con armi da fuoco per vedere quale sarà l'ultima squadra superstite, lasciandoli senza supervisione. Jax vorrebbe far squadra con Gangle, ma Zooble lo impedisce; Ragatha rifiuta a malincuore l'offerta di Pomni di fare coppia per stare con Kinger, così Pomni e Jax fanno squadra. Durante il gioco, Jax sembra entrare in confidenza con Pomni e la incoraggia a lasciarsi andare al suo "lato malvagio", dato che, secondo lui, lì al Circo nessuno di loro è più considerabile come un essere umano, ma come un archetipo di un cartone animato. Ragatha e Kinger vengono eliminati per primi: nella "stanza dei perdenti", Ragatha confessa a Kinger di temere di stare allontanando Pomni come già successo con Jax ma Kinger la rincuora, dicendole che non deve sacrificare il proprio benessere per gli altri e che è stata la sua presenza a salvarlo da se stesso. Anche Zooble incoraggia Gangle, dicendole che dovrebbe tener testa alle angherie di Jax. Dopo che anche Gangle e Zooble vengono eliminati, Jax e Pomni hanno un'accesa discussione in quanto Jax rifiuta di ammettere di tenere agli altri membri del circo, incluso chi è diventato astratto, dicendole di smettere di "cercare altro" dentro di lui. In seguito, durante la cerimonia di premiazione, Jax si siede da solo e, preso dall'angoscia, corre in bagno per un forte attacco di panico che riesce però a gestire. Dopo i titoli di coda e finita la premiazione, Caine sbircia i voti per vedere chi lo abbia votato e, constatato di non aver ricevuto alcun voto, inizia ad avere dei glitch.                                                         |                                 |                       |

## Produzione
The Amazing Digital Circus è frutto della collaborazione tra la Glitch Productions e la Gooseworx. Originariamente si era proposto di creare la serie con uno stile di animazione simile ai giochi per computer degli anni novanta. Sebbene lo stile della Gooseworx sia specializzata nell'animazione in 2D a mano, gli animatori della Glitch riuscirono ad adattarne lo stile in tre dimensioni. Il direttore generale della Glitch Productions, Jasmine Yang, dichiarò che la serie non sarebbe stata disponibile su piattaforme di streaming all'infuori di YouTube.
La serie prende ispirazione dal racconto Non ho bocca, e devo urlare di Harlan Ellison.
Il 13 ottobre 2023 venne pubblicato l'episodio pilota sul canale YouTube GLITCH, ma inizialmente non ci furono notizie su una possibile continuazione della serie in quanto Glitch Production si autofinanzia attraverso il merchandising dei prodotti relativi alle serie. Il 24 febbraio 2024 viene annunciato tramite i canali social dello studio e un corto dedicato che l'episodio pilota è diventato il primo episodio di una prima stagione, composta in totale da 9 episodi che saranno pubblicati tra il 2024 e il 2025 a intervalli irregolari.

## Accoglienza

### Popolarità

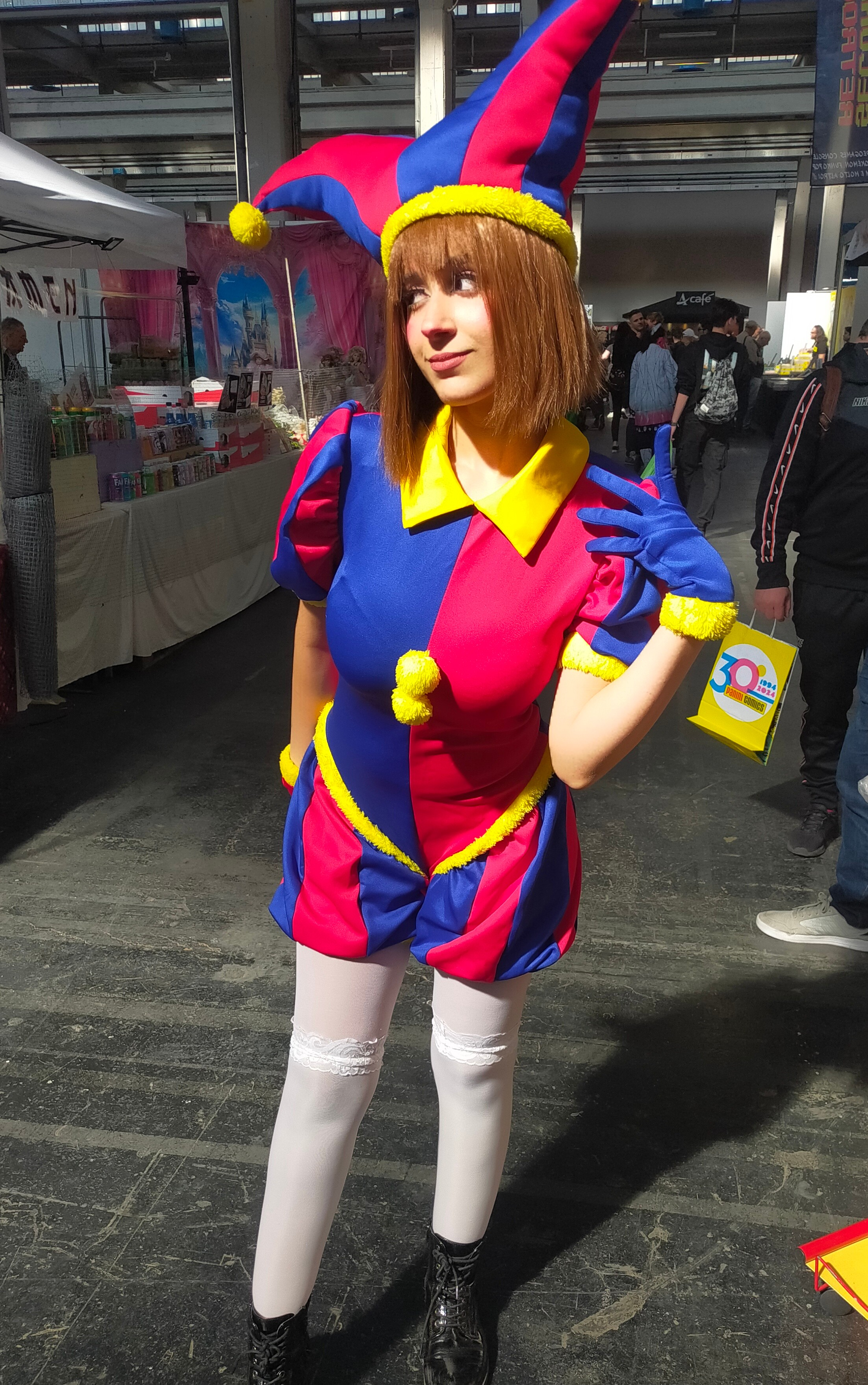
Cosplayer di Pomni

La Glitch Productions non si aspettava che la serie avrebbe riscosso tale successo. L'episodio pilota di The Amazing Digital Circus è diventato un video virale su YouTube. conquistando il pubblico durante il periodo autunnale. Il primo episodio accumulò oltre 50 milioni di visualizzazioni in due settimane e raggiunse le 100 milioni di visualizzazioni in un mese.

### Critica
La critica ha elogiato lo stile di animazione dell'episodio pilota. Justin Guerrero di Comics Beat l'ha definita "meravigliosa ed espressiva", mentre Jamie Lang di Cartoon Brew e Jade King di TheGamer l'hanno descritta come "luminosa", "colorata" e "divertente". Lang ha apprezzato come l'ambientazione e gli elementi sembrino famigliari senza essere cliché, dando quindi modernità alla CGI di inizio anni '90. Stephanie Morgan di Common Sense Media ha elogiato l'ambientazione originale e l'animazione innovativa ed espressiva. Alcuni critici hanno sottolineato la trama e l'umorismo nero usato nella serie; King ha elogiato il contrasto che dà rispetto all'ambientazione, mentre Morgan ha descritto lo show come "bizzarro... con un tocco di oscurità". Zachary Moser di Screen Rant sostiene che la serie "tratta di questioni esistenziali sulla realtà e sul nichilismo". Altri hanno evidenziato le battute, Lang dice che sono "perfette", "mature" e dette al momento giusto, Morgan ha elogiato soprattutto quelle che rompono la quarta parete, però critica quelle delle caratteristiche dei singoli personaggi, definendole "ripetitive".
Gail Sherman di Boing Boing ha descritto il secondo episodio come "una crisi esistenziale al gusto di caramelle" e definisce entrambi i due primi episodi come "brutali".

## Riconoscimenti
- 2024 - Annie Awards[21]
  - Candidatura per la Miglior animazione dei personaggi in una produzione televisiva d'animazione a Kevin Temmer